# RusAir
RusAir (Russisch: РусЭйр) is een Russische luchtvaartmaatschappij met haar thuisbasis in Moskou. Zij voert passagiers- en vrachtcharters uit binnen en buiten Rusland.

## Geschiedenis
RusAir is opgericht in 1995 als CGI-Aero. In 2002 werd de naam RusAir aangenomen.

## Vloot
De vloot van RusAir bestaat uit: (okt.2006)
- 3 Tupolev TU-134A
- 4 Yakolev Yak-40

## Incidenten en ongevallen
- Op 20 juni 2011, is een RusAir Tupolev TU-134, RusAir-vlucht 243, met 43 passagiers en negen bemanningsleden neergestort, brak open, en vloog in brand op een snelweg kort van de baan in Petrozavodsk Airport terwijl ze op weg waren van Moskou naar Petrozavodsk, 45 mensen zijn omgekomen en er waren zeven overlevenden. Onder de slachtoffers bevond zich één Nederlander.[1]